# Hyperbaenus brevipennis
Hyperbaenus brevipennis is een rechtvleugelig insect uit de familie Gryllacrididae. De wetenschappelijke naam van deze soort is voor het eerst geldig gepubliceerd in 1918 door Caudell.